# Cambisol
Cambisol (CM) (von lat.:  cambire, sich ändern) ist eine Referenzbodengruppe der World Reference Base for Soil Resources (WRB). Cambisole haben einerseits eine mindestens mäßige Bodenentwicklung (Pedogenese) durchgemacht und unterscheiden sich dadurch etwa von Regosolen und Fluvisolen. Andererseits ist die Bodenentwicklung nicht so weit fortgeschritten, dass die Kriterien weiter entwickelter Böden, z. B. der Ferralsole, Luvisole oder Podzole erfüllt sind. Auch fehlen spezielle Bodenentwicklungen, wie sie z. B. bei den Grund- oder Stauwasserböden oder den Vertisolen zu verzeichnen sind. Ferner haben Cambisole keine mächtigen humusreichen A-Horizonte.

## Beschreibung
Zahlreiche Cambisole haben einen cambic horizon. Das ist ein Unterbodenhorizont (also ein typischer B-Horizont), der im Vergleich zum darunter oder zum darüber liegenden Horizont definiert ist, sofern diese derselben geogenen Schicht angehören. Im Vergleich zum darunter liegenden Horizont (meist ein C-Horizont) zeigt der cambic horizon Verbraunung, Verlehmung oder eine Auflösung von Carbonaten oder Gips, wobei der cambic horizon nicht völlig frei von primären Carbonaten und Gips sein muss. Im Vergleich zum darüber liegenden Horizont (meist ein Ah-Horizont) ist der cambic horizon durch eine hellere Farbe gekennzeichnet. Stets ist für den cambic horizon eine gewisse Gefügebildung erforderlich, zumindest so weit, dass die Gesteinsstruktur im überwiegenden Teil des cambic horizon nicht mehr erkennbar ist. Unter Gesteinsstruktur versteht man z. B. die Stratifizierung alluvialer Ablagerungen (wie in Fluvisolen) oder die Erscheinungsform chemisch bereits verwitterter, optisch aber kaum veränderter Silikatgesteine. Der cambic horizon kann verschiedene Bodenarten aufweisen, doch sind hohe Sandgehalte per Definition ausgeschlossen. Er hat eine Mindestmächtigkeit von 15 cm. Für das Vorliegen eines Cambisols muss der cambic horizon zum einen in spätestens 50 cm Tiefe beginnen. Zum anderen muss er aber auch eine bestimmte Gründigkeit aufweisen und bis zu einer Tiefe von mindestens 25 cm reichen. (Beispiele für Cambisole: cambic horizon von 10 bis 25 cm oder von 30 bis 45 cm oder von 50 bis 65 cm, oder von 30 bis 70 cm usw. Kein Cambisol liegt vor, wenn der cambic horizon z. B. von 5 bis 20 cm oder von 55 bis 70 cm reicht.)
Die Cambisole sind der viertletzte Boden im Schlüssel der WRB und dienen auch als Auffangbecken für Böden, deren Pedogenese bis fast, aber doch nicht ganz, zur Erfüllung der Kriterien eines stärker entwickelten Bodens geführt hat. Diese Cambisole haben meist keinen cambic horizon. Dazu gehören z. B. Böden mit anthropogenen Horizonten, die jedoch zu geringmächtig sind für die Ausweisung eines Anthrosols und zu humusarm für Phaeozeme und Umbrisole. Wenn ein plinthic, pisoplinthic oder petroplinthic horizon vorliegt, aber tiefer als für den Plinthosol erforderlich, führt dies ebenfalls zum Cambisol. Auch das Vorhandensein eines vertic horizon bei gleichzeitigem Verfehlen eines der anderen Kriterien der Vertisole macht einen Boden zum Cambisol. Böden mit geringmächtigen Lagen mit vitric oder andic Eigenschaften landen ebenfalls bei den Cambisolen – und nicht bei den Andosolen.

## Nutzung und Verbreitung
Entsprechend ihrer großen Bandbreite sind Cambisole von sehr unterschiedlicher Fruchtbarkeit. Tiefgründige Cambisole mit hoher Basensättigung sind gute Ackerböden. Flachere oder skelettreichere Cambisole sowie Cambisole mit niedriger Basensättigung werden überwiegend forstlich oder als Grünland genutzt. Cambisole sind weltweit anzutreffen. In der gemäßigten Zone sind sie weit verbreitet. Auch in Trockengebieten und Gebirgen sind sie häufig. In den Tropen sind sie auf junge Landoberflächen beschränkt.

## Cambisole in der Deutschen Bodensystematik
In der Deutschen Bodensystematik gehören die Cambisole aus Silikatgestein überwiegend zu den Braunerden. (Wegen der andersartigen Definition zählen im Umkehrschluss allerdings nur Teile der Braunerden zu den Cambisolen.) Cambisole aus Kalkstein werden in der Deutschen Bodensystematik zu den Terrae fuscae oder Terrae rossae gerechnet. Auch Pelosole gehören zu den Cambisolen, falls sie in der WRB die Definition der Vertisole verfehlen. Weil bereits eine mäßige Pedogenese im Unterboden zur Ausbildung eines cambic horizon führt, landen auch Übergangssubtypen wie Braunerde-Ranker, Braunerde-Regosol, Braunerde-Rendzina, Terra fusca-Rendzina und Braunerde-Pararendzina in der Regel bei den Cambisolen.